# ماري جيه رايت
كانت ماري جيه رايت (1915-2014) عالمة نفس كندية كانت رائدة في مجال النساء في علم النفس في كندا.
كانت رايت أخت إرنست رايت ودونالد رايت وكلارك رايت وبيل رايت. 

## حياة مهنية
حصلت ماري جيه رايت على درجة البكالوريوس في الفلسفة وعلم النفس من جامعة ويسترن أونتاريو عام 1935. تبع ذلك درجة الماجستير من جامعة تورنتو . ثم حصلت على وظيفة بحثية في معهد دراسة الطفل بجامعة تورنتو. خلال الحرب ، عملت مع الأطفال الذين تم إجلاؤهم في بريطانيا. في عام 1946 ، انضمت إلى هيئة التدريس في جامعة ويسترن أونتاريو. وأثناء وجودها هناك أكملت درجة الدكتوراه (1949) حول تأثير فصول التقدم للطلاب الموهوبين. ظلت في جامعة ويسترن أونتاريو حتى تقاعدها لتصبح رئيسة قسم علم النفس (1960-67) - وهي أول امرأة في كندا تشغل هذا المنصب.  أسست حضانة مختبر الجامعة. عند تقاعدها ، تم تعيين رايت أستاذًا فخريًا.  كانت رايت نشطة في الجمعية الكندية لعلم النفس لتصبح أول رئيسة لها وفي العديد من الجمعيات الإقليمية الأخرى للأطفال والشباب.
كانت رايت أيضا أول مديرة لجمعية علم النفس الكندية ، حيث تولت المنصب في عام 1959. 
سيرة شخصية
ماري جين رايت، المعروفة باسم ماري ج. رايت، كانت عالمة نفس متخصصة في الجوانب التعليمية والتنموية لعلم النفس. ولدت رايت في ستراثروي، أونتاريو، في عام 1915. خلال فترة رايت، كان مجال علم النفس لا يزال قيد التطوير. بعد أن سمعت عن المجال النفسي النامي، قررت رايت دراسة هذا الموضوع، إلى جانب دورات التاريخ واللغة الإنجليزية. طورت رايت اهتماما بعلم النفس، وقررت ممارسة مهنة في هذا المسار. من خلال القيام بذلك، تمكنت رايت من الدخول في برنامج مرتبة الشرف لمتابعة دراسة علم النفس.
في عام 1939، تخرجت رايت من جامعة تورنتو بدرجة البكالوريوس. بعد تخرجها، أصبحت رايت باحثة مساعدة لعالم النفس إدوارد بوت، وتخصصت في علم النفس التجريبي تحت إشرافه.
في وقت لاحق، أشرف بيل بلاتز على ماري جيه رايت عندما كانت تكمل درجة الماجستير. كجزء من درجة الماجستير، اختارت ماري ج. رايت التحقيق في الأسباب التنموية وراء تشخيص إصابة الفرد بالفصام. فيما يتعلق بموضوعها المختار، نجحت ماري ج. رايت في الدفاع عن أطروحتها، وغادرت لاحقا جامعة تورنتو بحثا عن منصب عمل.
بعدها قررت رايت مغادرة جامعة تورنتو، من أجل البحث عن وظيفة. لسوء الحظ، بحلول ذلك الوقت، اندلعت الحرب العالمية الثانية، تاركة رايت غير ناجحة في العثور على وظيفة. فماكان من رايت إلا أن عادت إلى جامعة تورنتو وبدأت الدراسة في تخصصات تتعلق بعلم نفس الطفل.
في عام 1945، أصبحت رايت مدرسة في معهد دراسة الطفل، وخلال ذلك الوقت، قررت متابعة الدكتوراه بعد عام من عملها. في عام 1946، تلقت رايت عرضا من جامعة ويسترن أونتاريو لتصبح أستاذا مساعدا. بعد قبول العرض، انتهى الأمر برايت بإكمال شهادتها في جامعة ويسترن أونتاريو، مع تركيز موضوعها على تحليل البيانات المتعلقة بتحديد تأثير الفصول المتقدمة تجاه الطلاب الموهوبين.
أصبحت رايت معروفة كأول مديرة في جمعية علم النفس الكندية، في عام 1959. وفي عام 1972، وبعد سنوات عديدة من المحاولات، نجحت رايت أخيرا افي إفتتاح روضة أطفال في غرب أونتاريو، والتي سميت مدرسة المختبرات الجامعية.
في نفس العام، بدأت رايت مشروع جامعة ويسترن أونتاريو لمرحلة ما قبل المدرسة في الجامعة التي تحمل الاسم نفسه، بعد ملاحظة الخلافات المتعلقة بنظام التعليم قبل المدرسي أي الحضانة في أمريكا، وتحديدا بسبب "برنامج هيد ستارت"، الذي يهدف إلى توفير التعليم والصحة للعائلات ذات الدخل المحدود.
استهدف المشروع الذي بدأته رايت طلاب الحضانة الذين ينتمون إلى أسر محدودة الدخل، بهدف إجراء أبحاث حول الأطفال، بالإضافة إلى العروض التقديمية المتعلقة بالعروض التوضيحية لطرق التدريس. إضافة إلى ذلك، ركز المشروع أيضا على إجراء التجارب، لاستكشاف طرق التدريس المختلفة في مرحلة الحضانة. خلال المشروع، وضعت رايت مجموعة من المبادئ التي يجب اتباعها، والتي تضمنت: تفاعل الأطفال مع بيئتهم المحيطة، وعمل الأطفال في مشاريع عملية، وحاجة الأطفال إلى الاستكشاف في بيئتهم من أجل حل المشكلات، وسلوك الأطفال هو نتيجة لكلا العاملين المعرفيين في نموهم.
استمرت رايت في كونها مديرة المشروع، حتى عام 1980 ، عندما قررت التقاعد. وبعد ثلاث سنوات أي في عام 1983 ، نشرت رايت كتابا عن مرحلة ما قبل المدرسة أي الحضانة التي أقامتها ومبادئها ودراستها التي أجريت.
حتى بعد تقاعدها ، استمرت رايت في العمل أستاذا محاضراً في جامعة ويسترن أونتاريو. في وقت لاحق ، أنشأت جمعية علم النفس الكندية جائزة طلابية لقسم التاريخ والفلسفة في علم النفس لتكريمها. توفيت ماري ج. رايت في 23 أبريل 2014.

## المنشورات
- رايت ، إم جي (1974). CPA: السنوات العشر الأولى. عالم نفس كندي ، 15 (2) ، 112-131.
- رايت ، إم جي (1980). قياس الكفاءة الاجتماعية للأطفال ما قبل المدرسة. المجلة الكندية للعلوم السلوكية ، 12 (1) ، 17-32.
- رايت ، إم جي ومايرز ، سي آر (محرران). (1982). تاريخ علم النفس الأكاديمي في كندا. تورنتو: هوغريف.
- رايت ، إم جي ، هاي ، إف (1983). التعليم التعويضي في مرحلة ما قبل المدرسة: نهج كندي. مشروع ما قبل المدرسة بجامعة ويسترن أونتاريو. Ypsilanti ، MI: High / Scope Press.

## المناصب
- 1969: رئيس الجمعية الكندية لعلم النفس [ بحاجة لمصدر ]
- رئيس جمعية علم النفس أونتاريو [ بحاجة لمصدر ]

## الجوائز
- زميل جمعية علم النفس الأمريكية
- الميدالية الذهبية من جمعية علم النفس الكندية
- المساهمة المتميزة في جائزة علم النفس ، جمعية علم النفس في أونتاريو
- جائزة عام الطفل ، مؤسسة أونتاريو للطب النفسي
- جائزة خدمة الأطفال ، جمعية تعليم الطفولة المبكرة (أونتاريو) [2]

## إرث
في عام 2001، قامت المدرسة المختبرية بجامعة ويسترن أونتاريو بتسمية مدرسة Mary J. تم تسمية مركز علم النفس في كلية هورون الجامعية بمركز ماري جيه رايت. تم تسمية المدرسة العامة الجديدة في ستراثروي بمدرسة ماري جيه رايت.  أنشأ قسم تاريخ وفلسفة علم النفس التابع للجمعية الكندية لعلم النفس جائزة طلابية على شرفها. 
نظرا لدعمها، سيتلقى الأفراد الدعم في البحث الأكاديمي واللاهوتي والعديد من مجالات الدراسة الأخرى، من مؤسسة مركز رايت للفنون المسرحية والترفيه. 